# Doug Nordquist
Douglas (Doug) Nordquist (ur. 20 grudnia 1958 w San Gabriel, w stanie Kalifornia) – amerykański lekkoatleta, skoczek wzwyż.
Na Igrzyskach Olimpijskich w Los Angeles w 1984 zajął piąte miejsce. Do jego osiągnięć należą również dwa medale Igrzysk Dobrej Woli – złoty (Moskwa 1986) oraz srebrny (Seattle 1990). Dwukrotnie był mistrzem (1986, 1988) i jeden raz wicemistrzem Stanów Zjednoczonych (1990). 
Swój rekord życiowy (2,36 m) ustanowił 15 czerwca 1990 w Norwalk.